# Hadena humilis
Hadena humilis är en fjärilsart som beskrevs av Hugo Theodor Christoph 1893. Hadena humilis ingår i släktet Hadena och familjen nattflyn. Inga underarter finns listade i Catalogue of Life.